# Cinidi
Cinidi (fl. 516-517) és el primer bisbe documentat de la diòcesi de Vic.
S'acostuma a afirmar que la introducció del cristianisme a la regió és matinera, tanmateix no és fins que hi ha una relativa pau quan es permeten fer reunions de bisbes i comença a haver-hi constància d'aquests prelats. El seu nom es conserva en les actes del sínode provincial de la Tarraconense del 6 de novembre de 516 a la ciutat de Tarragona, celebrat amb permís del rei Teudis, on es van aprovar una sèrie de cànons pels assistents. D'acord amb l'ordre de signatura dels prelats a les actes de la reunió, que representa l'antiguitat de la persona en el càrrec, feia poc temps que Cinidi havia estat consagrat bisbe, atès que signa en penúltim lloc. L'any següent també va participar al sínode provincial celebrat a Girona el 8 de juny, on es van aprovar més cànons. És la darrera noticia que se'n té, a les següents reunions convocades pel bisbe metropolità de Tarragona no hi consta el bisbe de Vic, pel que es desconeix quant de temps va ocupar el càrrec ni la data de la seva mort. No és fins al 589 quan hi ha constància d'un altre bisbe.
Un antic martirologi recull el nom i el càrrec de Cinidi i el fa morir el 16 de març, però no s'hi esmenta l'any.